# デズモンド・ジェニングス
- デスモンド・ジェニングス

デズモンド・デレイン・ジェニングス（Desmond Delane Jennings, 1986年10月30日 - ）は、アメリカ合衆国・アラバマ州バーミングハム出身のプロ野球選手（外野手）。右投右打。

## 経歴

### プロ入り前
2005年のMLBドラフト18巡目（全体544位）でクリーブランド・インディアンスから指名を受けるも、入団せずイタワンバ・コミュニティカレッジへ進学する。

### プロ入りとレイズ時代
2006年のMLBドラフト10巡目（全体289位）でタンパベイ・デビルレイズから指名を受け契約を結んだ。
ベースボール・アメリカ誌の有望株ランキング2009年版では、レイズでの上位5位にランクされた。
有望株ランキング2010年版では、メジャー全体で20位にランクされた。同年、オールスター・フューチャーズゲームでアメリカ選抜に選出された。9月1日のトロント・ブルージェイズ戦でメジャーデビューを果たした。
このシーズンは、AAA級ダーラム・ブルズでは打率.278を記録するも、メジャーでは打率.190に終わった。
2011年の開幕はAAA級ダーラムで迎えるも、7月23日にリード・ブリニヤクと入れ替わる形で昇格。同月28日のオークランド・アスレチックス戦ではメジャー初本塁打を放った。
9月23日のテキサス・レンジャーズ戦ではマーク・ロウから自身初となるサヨナラ本塁打を放った。なお、この勝利でチームは通算1000勝を達成した。
2012年は132試合に出場し、自身初の規定打席に到達した。走塁でもアピールし、33回の盗塁企図数のうち、失敗は2と93.9％と高い成功率を記録した。
2013年はB.J.アップトンがアトランタ・ブレーブスへ移籍したことに伴って、一番・中堅を任された。8月3日に左手中指を骨折し、3日後の6日に故障者リスト入りした。9月19日に復帰し、シーズン終了まで定位置を守った。2012年より打率を向上させて三振を減らし、二塁打が激増した。走塁面では、盗塁成功率を大幅に下げ、シーズン20盗塁に終わった。
2014年は3年連続で規定打席に到達したが、その3年間では最小の123試合出場。4年連続での二桁本塁打、2年連続での30二塁打以上をマークするなど、前年に向上した長打力は健在だったが、打率を.240台に落とし、盗塁数も更に減少した。守備面では2012年に続き、中堅で無失策と高い守備力を発揮した。
2015年は左ひざの故障などもあってレギュラーの座を失い、28試合の出場に留まったが、打率では自己最高の.268をマークした。守備は左翼手と中堅手を守り、無失策と安定感は健在だった。
2016年8月26日にFAとなった。

### レイズ退団後
2017年2月9日にシンシナティ・レッズとマイナー契約を結んでスプリングトレーニングに招待選手として参加することになったが、3月31日にFAとなった。その後、4月5日にニューヨーク・メッツとマイナー契約を結び、傘下のAAA級ラスベガス・フィフティワンズへ配属された。6月16日にFAとなった。
2018年4月11日にメキシカンリーグのモンクローバ・スティーラーズと契約。

## 詳細成績

### 年度別打撃成績
| 年 度    | 球 団    | 試 合 | 打 席 | 打 数 | 得 点 | 安 打 | 二 塁 打 | 三 塁 打 | 本 塁 打 | 塁 打 | 打 点 | 盗 塁 | 盗 塁 死 | 犠 打 | 犠 飛 | 四 球 | 敬 遠 | 死 球 | 三 振 | 併 殺 打 | 打 率 | 出 塁 率 | 長 打 率 | O P S |
| -------- | -------- | ----- | ----- | ----- | ----- | ----- | -------- | -------- | -------- | ----- | ----- | ----- | -------- | ----- | ----- | ----- | ----- | ----- | ----- | -------- | ----- | -------- | -------- | ----- |
| 2010     | TB       | 17    | 24    | 21    | 5     | 4     | 1        | 1        | 0        | 7     | 2     | 2     | 2        | 0     | 0     | 2     | 0     | 1     | 4     | 1        | .190  | .292     | .333     | .625  |
| 2011     | TB       | 63    | 287   | 247   | 44    | 64    | 9        | 4        | 10       | 111   | 25    | 20    | 6        | 3     | 0     | 31    | 1     | 6     | 59    | 1        | .259  | .356     | .449     | .805  |
| 2012     | TB       | 132   | 563   | 505   | 85    | 124   | 19       | 7        | 13       | 196   | 47    | 31    | 2        | 6     | 1     | 46    | 1     | 5     | 120   | 7        | .246  | .314     | .388     | .702  |
| 2013     | TB       | 139   | 602   | 527   | 82    | 133   | 31       | 6        | 14       | 218   | 54    | 20    | 8        | 3     | 5     | 64    | 0     | 3     | 115   | 6        | .252  | .334     | .414     | .748  |
| 2014     | TB       | 123   | 542   | 479   | 64    | 117   | 30       | 2        | 10       | 181   | 36    | 15    | 6        | 9     | 1     | 47    | 0     | 6     | 108   | 10       | .244  | .319     | .378     | .697  |
| 2015     | TB       | 28    | 108   | 97    | 9     | 26    | 2        | 1        | 1        | 33    | 7     | 5     | 3        | 0     | 2     | 8     | 0     | 1     | 17    | 2        | .268  | .324     | .340     | .664  |
| 2016     | TB       | 65    | 225   | 200   | 22    | 40    | 7        | 1        | 7        | 70    | 20    | 2     | 0        | 1     | 1     | 21    | 0     | 2     | 58    | 4        | .200  | .281     | .350     | .631  |
| MLB：7年 | MLB：7年 | 567   | 2351  | 2076  | 311   | 508   | 99       | 22       | 55       | 816   | 191   | 95    | 27       | 22    | 10    | 219   | 2     | 24    | 481   | 30       | .245  | .322     | .393     | .716  |

- 2016年度シーズン終了時

### 背番号
- 27（2010年）
- 8（2011年 - 2016年）